# Spielwissenschaft
Die Spielwissenschaften erforschen und systematisieren mit einer Reihe unterschiedlicher Fachdisziplinen das umfassende Phänomenfeld des Spiels und des Spielens. Als solche mit dem Spiel befasste Disziplinen gelten die Spiel-Psychologie, die Spielpädagogik, die Spieldidaktik, die Spielmethodik, die Geschichte des Spiels oder die Spiel-Soziologie. Die sogenannte Ludologie fasst diese Teilbereiche zusammen und beinhaltet ebenso die Game Studies, die sich vornehmlich auf Computerspiele ausgerichteten. Die Spielwissenschaften umfassen damit sowohl rein theoretische als auch anwendungsbezogene Forschungsbereiche, die eng mit der Spielpraxis verbunden sind. Zusätzlich liefern kooperierende Fachgebiete wie etwa die Sportwissenschaft Erkenntnisse aus ihrem speziellen Forschungssektor (Sportspiele, Leistungssport, Extremsport etc.).
Das Forschungsinteresse der Spielwissenschaften richtet sich auf der einen Seite auf die Erschließung des Sachgebiets Spiel, seines (sich verändernden) Merkmalsspektrums, seiner Strukturen, seiner historischen Wurzeln, seiner Formenvielfalt, seiner gesellschaftlichen Bedeutung, seiner Bewertung. Auf der anderen Seite befasst sie sich mit der Persönlichkeit des Spielenden (dem sogenannten ‚homo ludens‘,) mit seinem Spielverhalten, seinen Sinngebungen, seiner Beeinflussbarkeit, der Bedeutung des Spiels für ihn in den verschiedenen Lebensabschnitten.
Der Begriff Spieltheorie beschreibt stark eingeschränkt ein Fachgebiet von Mathematik und Wirtschaftswissenschaften und ist kein zentraler Teil der Spielwissenschaften, die sich, im Gegensatz dazu, umfassend mit traditionellen, zumeist eindimensionalen und aktuellen, mehrdimensionalen Spieltheorien befassen.

## Der Phänomenkomplex Spiel
Das Spiel ist ein äußerst komplexes, vielschichtiges und daher schwer fassbares Phänomen. Es reicht vom Falten und Bekritzeln eines Blatts Papier mit dem Kugelschreiber im Wartezimmer des Arztes bis zum anspruchsvollen Kampfspiel, das auch als hoch bezahlter Beruf betrieben werden kann. Es kann als lustiges Klimpern mit Klanghölzern, aber auch als virtuoses Klavier- oder Violinenspiel Form annehmen. Spielen kann sich als eine unbedeutende Tändelei, als Zeitvertreib realisieren, aber auch eine kulturschöpferische Bedeutung bekommen. Im Spiel der Wellen, des Windes oder des Schicksals nimmt es auch eine metaphorische Bedeutung an. Die Auffassung von Spiel und Spielen hat sich zudem im Laufe der Jahrtausende immer wieder gewandelt. Diese Veränderungen erfordern eine differenzierte wissenschaftliche Betrachtung, will man dem Phänomen auch nur annähernd gerecht werden und es verstehen lernen.
So erweist sich z. B. die gängige Kontrastierung von Spiel und Ernst als nur sehr bedingt und nur in Einzelbereichen haltbar: Schon das Kind nimmt sein Spielen sehr ernst. Verlieren in Wettspielen oder Bloßgestelltwerden bei Hämespielen kann zu Tränen und Spielausstieg führen. Bei den indischen Moguln wurde das Schachspiel mit lebenden Figuren gespielt, die beim „Schlagen“ ihren Kopf verloren. Die Olympischen Spiele im antiken Griechenland galten als hoch bedeutsame religiöse, kulturelle und gesellschaftspolitische Einrichtung, die das gesamte Leben in der Region während der Spiele prägte und veränderte.
Auch die Kontrastierung von Spiel und Arbeit („Erst die Arbeit, dann das Spiel“), die Unterscheidung von „homo ludens“ und „homo faber“, hält der Lebenswirklichkeit des Spiels nur in wenigen Bereichen stand: Bestimmte Spielarten wie Fußball, Basketball oder Tennis werden heute auch professionell betrieben. Die daraus folgende Ausbildung, Einstellung, Trainingsleistung, Bezahlung der Spieler charakterisieren das Spielen als anspruchsvollen Beruf, der sich durch eine regelmäßige harte körperliche und geistige Arbeit ausweist. Bereits bei Kindern ist die Unterscheidung von Spiel und Arbeit oft nicht wirklichkeitsgerecht: Was für den Bäcker Berufsarbeit, für die Mutter unliebsame Hausarbeit darstellt (Backen, Kochen, Kleinkinder betreuen), kann für Kinder Spiel sein. Verordnetes Spielen (Sport- oder Flötenunterricht) kann dagegen als Arbeit empfunden werden.

## Systematisierung des Spielens
Der Wille, das komplexe Phänomen systematisch zu erfassen sowie die Notwendigkeit, eine Übersicht und damit Möglichkeiten einer sachgerechten Einschätzung und eines fachgerechten Umgangs zu schaffen, ließ die Spielwissenschaften verschiedene Ordnungsschemata erarbeiten:

### Zweckfreies und zweckgerichtetes Spiel
Die Spielwissenschaft unterscheidet z. B. grundsätzlich zwischen Spielen, die einem spontanen Impuls nach spielerischer Betätigung folgen, die aus sich selbst heraus Sinn ergeben und Spielen, die einer bestimmten Zwecksetzung von außerhalb des Spiels dienen:
Das sogenannte zweckfreie Spiel erwächst unmittelbar aus dem Spieltrieb. Das Kind verfolgt dabei nicht die Absicht zu lernen oder gesund zu werden. Der zweckfrei Spielende lebt die reine Funktionslust der Bewegung, der Phantasie, der Kreativität oder der Sprache aus. Er bedarf dazu keiner weiteren Begründung oder Rechtfertigung. Die Wissenschaft spricht von primärmotiviertem Spielen. Auch das Spiel der Tiere folgt weitestgehend der Funktionslust, nicht bestimmten Lernabsichten.
Diese originäre Art des Spiels hat Friedrich v. Schiller mit seinem viel zitierten Satz im Blick: „. . . der Mensch spielt nur, wo er in voller Bedeutung des Worts Mensch ist, und er ist nur da ganz Mensch, wo er spielt“. In ihrer ausschließenden Formulierung ist diese Sentenz allerdings angreifbar.
Das zweckfreie Spiel verwirklicht sich vor allem im ungelenkten Spiel, etwa beim selbstvergessenen Spielen des Kindes im Sandkasten, mit Geräten und Materialien, im Jonglieren und Kommunizieren mit einem Ball, beim selbstbestimmten außerschulischen Spielen oder im Kartenspiel ohne Einsätze und monetäre Gewinnabsicht. Das Erreichen von Toren, Punkten oder das Anstreben eines Sieges gehört zum spielimmanenten Geschehen. Es ist im Spielgedanken verankert und darf nicht als Zweck- oder Nutzenausrichtung missverstanden werden.
Zweckgerichtete Spiele instrumentalisieren das Spiel zu außerhalb des Spiels liegenden Interessen. Sie nutzen die Attraktivität des Spiels etwa für pädagogische, didaktische oder therapeutische Absichten und finden sich entsprechend vornehmlich in Bildungseinrichtungen, in Rehabilitationszentren oder in der Alten- und Behindertenbetreuung. So werden etwa didaktische Spiele zu Lernzwecken, therapeutische Spiele unter Heilungsabsichten, Glücksspiele und Wettspiele unter kommerziellen Gesichtspunkten, meditative und kooperative Spiele zum Abbau von Aggressionen und zur psychischen Regenerierung eingesetzt. Die Wissenschaft spricht von einer Sekundärmotivation des Spielens.
Der Philanthrop J.C.F. Guts Muths favorisiert bereits diese Auffassung von der Instrumentalisierung des Spiels in seiner Spielesammlung, wenn er betont: „Spiele sind Blumenbänder, durch welche man die Jugend an sich fesselt; daher übergebe ich sie lieber ihren Erziehern als ihnen selbst“.
Zwischen zweckfreiem und zweckgerichtetem Spielen ergeben sich in der Spielrealität auch Überschneidungen. So kann das Kind seinerseits durchaus zweckfrei spielen, ohne die Instrumentalisierung durch den Erwachsenen zum Lernen wahrzunehmen. Eine aufdringliche Verschulung des Spiels kann allerdings zum Spielverdruss führen. Letztendlich kommt daher der inneren Einstellung, der Intention der Spielenden die entscheidende Bedeutung zu, ob das Spiel vornehmlich aus einer Primär- oder aus einer Sekundärmotivation heraus betrieben wird. Die beiden Spielmotivationen stehen außerhalb einer wissenschaftlichen Wertung.

### Spielkategorien
Ein anderes Gliederungssystem basiert auf einer Analyse der historischen Erscheinungen des Spiels. Die Spieltheorie unterscheidet verschiedene mit den Fachbegriffen Ludus, Agon, Alea, Mimikri, Ilinx und Circenses von den frühen Anfängen bis heute durchgängig unterscheidbare Spielkategorien:
Die Bezeichnung ludus (von lateinisch Zeitvertreib, Kurzweil, Spaß, Neckerei, Kinderspiel) hat ihren Ursprung im römischen Alltagsleben. Es handelt sich um einfache Spielformen, die Kinder auf der Straße spielten oder um Brettspielarten, mit denen sich die Legionäre ihre langweilenden Wachtzeiten vertrieben. Entsprechende Einritzungen sind noch heute auf Steinen in den römischen Ruinenstädten zu erkennen.
Der Agon (= griechisch Kampfspiel, Wettkampf) hat seine historischen Wurzeln in der griechischen Antike. Er war bereits Bestandteil der vorhistorischen Olympischen Spiele. Sein wichtigstes Merkmal ist der Kampf. Agone wurden in der ältesten Zeit als Wagenrennen der höheren und reicheren Klassen ausgetragen. Die niederen Schichten betätigten sich etwa im Pankration (= Allkampf) und anderen Formen der unmittelbaren körperlichen Auseinandersetzung. Im historischen Verlauf sammelten sich immer mehr Spielformen unter dem Dach der Olympischen Spiele, bis in der Neuzeit Spiel und Sport eine nahezu synonyme Bedeutung annahmen. Die heutigen großen Sportspiele erwuchsen in ihrer Sinngebung und Struktur aus der Tradition des Agon.
Alea (= lateinisch Würfel > Würfelspiel, Glücksspiel, Hasardspiel) bezieht sich auf alle Spielformen, deren Erfolg oder Misserfolg weniger der eigenen Leistung als dem Zufall zuzuschreiben sind. Ihre Tradition setzt sich bis heute etwa im Lotto, Toto, Roulettespiel fort.
Mimikri (von griechisch mimos, englisch mimic = Nachahmung, Maskierung, Imitation) bezeichnet vor allem das Spiel auf einer Bühne und vor Publikum und realisiert sich von alters her in den Spielkulturen als Theaterspiel, Clownspiel oder Marionettenspiel.
Ilinx (= Rausch, Ekstase) ist die Bezeichnung für rituelle Spiele mit religiösem Bezug, die meist in Trance, auch unter Drogeneinfluss, vollzogen werden und denen die Menschen magische und prophetische Bedeutung zuschreiben. Sie haben noch heute in buddhistischen, hinduistischen und naturreligiösen Kulturkreisen wie in Tibet, Bhutan, Nepal, Indien oder Afrika eine lebendige Tradition.
Circenses (von lateinisch Zirkusspiele, Schauspiele) erhielten ihre Bekanntheit und ihren Ruf aus der Spätantike, insbesondere der römischen Kaiserzeit. Um die Massen ruhigzustellen und für sich zu gewinnen, organisierten die Imperatoren in eigens errichteten großen Arenen überall im Reich spektakuläre Spiele mit freiem Zugang („panem et circenses“). Es handelte sich um blutige Kampfspiele zwischen verschiedenen Raubtieren, mit Gladiatoren, unter Nero auch unter Zwangsbeteiligung der verhassten Christen. Diese Kategorie von Spielen befriedigte vor allem die Schau- und Sensationslust der breiten Bevölkerungsmassen.

### Gliederung des Spielguts
Die ersten europäischen Spielsammlungen wie die des Satirikers Johann Fischart (Geschichtsklitterung/Gargantua 1575) oder die des holländischen Bauernmalers Pieter Bruegel d. Ä. (Kinderspiele 1560) waren noch zufällige Bestandsaufnahmen der gebräuchlichen Spielformen. Mit der Aufbereitung für den Erziehungsgebrauch ergab sich für den Philanthropen Guts Muths (1796) aber bereits die Notwendigkeit einer sinnvollen Gliederung des umfangreichen Spielguts. Entsprechend der Komplexität des Problemfeldes variieren die Einteilungsgesichtspunkte in der Spielliteratur nach der gewählten Perspektive und dem Anwendungsbereich. So finden sich in Spielsammlungen für den unmittelbaren Praxisgebrauch etwa Einteilungen nach dem Alter der Spielenden, nach der Art der Beanspruchung, nach dem Spielgelände, nach den Materialien oder nach Spielgeräten. Die verbreitete Systematik von Warwitz/Rudolf basiert auf den ‚Sinngebungen’ ähnlich strukturierter Spielformen und kommt dabei – ohne Anspruch auf Vollständigkeit zu erheben – auf vierzehn Großgruppen von Spielen:
- Spielend Kontakte knüpfen (Kennenlernspiele)
- Spielend sich bewegen (Bewegungsspiele)
- Spielend seine Sinne erproben (Wahrnehmungsspiele)
- Spielend sich messen (Wettspiele)
- Spielend Abenteuer erleben (Abenteuerspiele)
- Spielend Probleme lösen (Denkspiele)
- Spielend sich entspannen (Entspannungsspiele)
- Spielend ein anderer sein (Rollenspiele)
- Spielend lernen (Lernspiele)
- Spielend sein Glück versuchen (Glücksspiele)
- Spielend bauen und konstruieren (Konstruktionsspiele)
- Spielend in virtuelle Welten eintauchen (Elektronikspiele)
- Spielend früheren Zeiten begegnen (Historische Spiele)
- Spielend anderen Völkern begegnen (Kulturanthropologische Spiele)

## Entstehungstheorien
Das Spiel und das Spielen sind so alt wie die Menschheit selbst. Sie sind mit dem Charakter und den Bedürfnissen des Menschen eng verknüpft. Da sie aber auch steuerbar sind, interessieren die Spielforschung über das reine Erkenntnisstreben hinaus auch die Ursachen, welche die faszinierende Betätigungsform bis heute in jeder Generation und bei jedem Menschen immer wieder neu entstehen lassen und wachhalten. Warwitz/Rudolf fanden bei ihren historischen Analysen zehn grundlegende Theorien, die sich aus unterschiedlichen Fachaspekten ergeben:
- Die Kraftüberschuss-Theorie (Herbert Spencer 1865) legt dem Spielbedürfnis ein Übermaß an physischer und psychischer Energie zugrunde, das nach Betätigung drängt.
- Die Arbeitserholungs-Theorie (Moritz Lazarus 1883) stellt das Verlangen, sich nach mühseliger Arbeit zu regenerieren, in den Vordergrund.
- Die Einübungs-Theorie (Karl Groos 1899) sieht das Training elementarer Überlebenstechniken bei Mensch und Tier als wesentlichen Ausgangsimpuls für das Spielen.
- Die Angstabwehr-Theorie (Sigmund Freud 1901) schreibt den Selbstheilungskräften beim Ausspielen angstauslösender Situationen eine wichtige Rolle zu.
- Die Wirklichkeitsflucht-Theorie (Sigmund Freud 1903) nennt das Einnehmen einer Tarnrolle (als Clown oder Fantasieheld) als Motiv, der ernüchternden Realität zu entfliehen.
- Die Trieb-Theorie (Frederik Jacobus Johannes Buytendĳk 1933) favorisiert das Triebsystem von Mensch und Tier (Spieltrieb, Bewegungstrieb, Gesellungstrieb) als treibende Kraft.
- Die Kulturschaffungs-Theorie (Johan Huizinga 1938) geht davon aus, dass alle bedeutenden kulturellen Errungenschaften (Philosophie, Dichtung, Kunst, Wissenschaft) letztlich aus dem Spiel erwachsen.
- Die Umwelterfassungs-Theorie (Irenäus Eibl-Eibesfeldt 1969) weist dem Neugierverhalten die entscheidende Bedeutung zu.
- Die Kognitions-Theorie (Jean Piaget 1975) interpretiert das Spielen als Ausfluss der Intelligenzentwicklung der verschiedenen Lebensphasen.
- Die Dialektik-Theorie (Brian Sutton-Smith 1978) bezeichnet das Spielen als Korrespondenz zwischen „adaptivem“ (aufnehmendem) und „innovativem“ (kreativem) Umgang mit Umweltgegebenheiten.

Die heutigen Spielwissenschaften vertreten ein pluralistisches Erklärungsmodell und sehen die verschiedenen historischen Interpretationsmuster als Teilaspekte, die sich in der Spielrealität vielfältig überschneiden und ergänzen.

## Deutsche Gesellschaft für Spielwissenschaft
Die Deutsche Gesellschaft für Spielwissenschaft e. V. (DGSW) ist ein am 28. Juni 2025 in Frankfurt am Main gegründeter eingetragener Verein, der sich der interdisziplinären Erforschung des Spiels in kulturellen, pädagogischen und technologischen Kontexten widmet. Ziel der Gesellschaft ist es, das Fachgebiet der Spielwissenschaft in Deutschland wissenschaftlich zu etablieren und institutionell an Hochschulen zu verankern.

### Gründung und Ziele
Die DGSW wurde von Wissenschaftlern verschiedener Fachrichtungen gegründet, darunter Ludologen, Pädagogen und Experten aus dem Game-Design. Zu den Gründungsmitgliedern zählen Stephan Jacob (Hochschule Darmstadt) als erster Vorsitzender, Jens Junge (Institut für Ludologie) als stellvertretender Vorsitzender, Michael Hebel (Hochschule Neu-Ulm) als Schriftführer sowie Thomas Bremer (HTW Berlin) als Kassenwart.
Laut Satzung verfolgt der Verein folgende Ziele:
- Förderung der Forschung zu Game Design, Psychologie des Spielens und kulturelle Bedeutung des Spiels,
- Vernetzung zwischen Hochschulen, Kulturpolitik und Games-Branche,
- Unterstützung bei der Entwicklung und Etablierung spielwissenschaftlicher Studiengänge und Förderlinien.

### Wissenschaftliche Schwerpunkte
Die Arbeit der Gesellschaft gliedert sich in mehrere Themenfelder, darunter:
- Game Studies und Mediengeschichte,
- Gamification in Bildung, Gesundheit und Wirtschaft,
- Spielpädagogik und Lernpsychologie,
- Technologische Innovationen durch ernsthafte Spiele.

Geplant sind interdisziplinäre Arbeitsgruppen, die Herausgabe eines wissenschaftlichen Fachjournals sowie die Durchführung regelmäßiger Jahrestagungen.

### Internationale Einordnung
Die DGSW versteht sich als deutscher Beitrag zur internationalen Spielwissenschaft (Game Science), wie sie in Ländern wie den USA, Finnland oder Südkorea bereits etabliert ist. Eine Zusammenarbeit mit internationalen Fachverbänden wie der Digital Games Research Association (DiGRA) ist vorgesehen.